# Oversavet haglgevær
Et oversavet haglgevær er også en type haglgevær med et kortere løb - typisk under 46 cm. Designet gør våbenet let at manøvrere i små rum, en funktion, der søges af militære nærkampenheder, SWAT og militær. Som et resultat af det kortere løb vil ethvert oversavet haglgevær med magasinrør få sin kapacitet reduceret.
| Våben | Spire Denne artikel om våben er en spire som bør udbygges. Du er velkommen til at hjælpe Wikipedia ved at udvide den. |